# Arthur Robinson

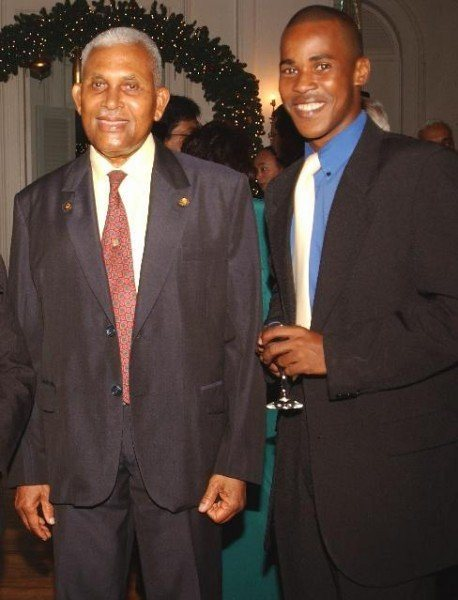
Arthur Robinson (links) met Sampson Nanton

Arthur Napoleon Raymond Robinson (Calder Hall, Tobago, 16 december 1926 – Port of Spain, 9 april 2014) was de derde premier en de derde president van Trinidad en Tobago en de "grootvader van het Internationaal Strafhof".

## Biografie
Arthur Robinson groeide op in een methodistisch gezin op Tobago, studeerde rechten in Londen en politieke wetenschappen en economie in Oxford. Hij was advocaat in zijn geboorteland totdat hij in 1958 parlementslid werd in de West-Indische Federatie. Van 1961 tot 1969 was hij minister van Financiën, later tevens vicepremier, in het zelfstandig geworden Trinidad en Tobago. In 1969 trad hij af na hevige onlusten, gericht tegen de buitenlandse (blanke) belangen in de economie van het land. Vanaf 1970 ijverde hij als oprichter van het "Democratic Action Congress" voor autonomie van Tobago, en vanaf 1980 was hij voorzitter van het eerste eilandsparlement, het House of Assembly.
In 1983 vormde hij weer op staatsniveau een alliantie met drie andere oppositiepartijen, en als de "National Alliance for Reconstruction" wonnen ze de verkiezingen van 1985. Robinson werd premier en minister van Financiën en Economische Zaken. De regering begon met een rigoureuze campagne tegen de drugshandel, die onder het voorgaande kabinet-Chambers explosief was toegenomen. Maar al snel namen de interne spanningen toe, en in 1987 ontsloeg Robinson zijn belangrijkste rivalen in de regering. In 1988 moest hij aankloppen bij het Internationaal Monetair Fonds toen zijn regering geen buitenlandse valuta meer bezat.
In 1990 werden Robinson en zijn kabinet zes dagen lang gegijzeld in het parlement (het Red House) door de pro-Libische islamitische organisatie Jamaat al-Islameen. De premier zat vastgebonden aan een springlading, maar kwam ervan af met een schotwond in zijn been. In 1991 verloor zijn alliantie de verkiezingen en werd hij opgevolgd door Patrick Manning.
In 1998 werd Robinson gekozen tot president van Trinidad en Tobago, als eerste politicus in dat ceremoniële ambt, en niet gesteund door de oppositie. Hij kwam enkele malen in conflict met de regering, door het weigeren van voordrachten voor de senaat. Toen in 2001 de uitslag van de parlementsverkiezingen onduidelijk was, benoemde hij oppositieleider Manning tot premier. Zelf accepteerde hij een verlenging van zijn mandaat met een jaar, waarna hij werd opgevolgd door George Maxwell Richards.

## Internationaal Strafhof
Als premier van Trinidad en Tobago pleitte Arthur Robinson najaar 1989 in een toespraak tot de Algemene Vergadering van de Verenigde Naties voor de oprichting van een internationaal strafhof voor de berechting van oorlogsmisdadigers. Ten tijde van het Tribunaal van Neurenberg en het Tribunaal van Tokio was er al sprake van een permanent hof, maar in de Koude Oorlog was het denkbeeld onder het stof geraakt. De suggestie van Robinson werd opgepakt, en na langdurige onderhandelingen werd in 1997 in Rome het verdrag tot oprichting van het ICC gesloten.
In 2003, op de valreep van zijn presidentiële termijn, was Robinson de eregast bij de openingsvergadering van het Internationaal Strafhof (ICC) in Den Haag. Het was veertien jaar na zijn toespraak voor de Verenigde Naties, die aanleiding was geweest van deze gebeurtenis. Na het overlijden van Robinson op 9 april 2014 noemde president Song Sang-Hyun van het hof hem de "grootvader van het Internationaal Strafhof".